# Communauté de communes du Causse de Labastide-Murat
La communauté de communes du Causse de Labastide-Murat est une communauté de communes française, située dans le département du Lot et la région Occitanie.
La communauté de communes regroupe 17 communes avec 3 918 habitants sur 335,40 km2 en 2021, fédérées autour du bassin de vie de Labastide-Murat.
Avec moins de 4 000 habitants, il s'agit de l'intercommunalité et la communauté de communes la moins peuplée de France.

## Historique
Les communes se sont associées à 14 (2 950 habitants, 24 816 hectares) le 21 décembre 2001, en vue de développer durablement et solidairement le territoire.
Cependant, depuis 1964, 11 des 14 communes qui la composent, étaient regroupées en SIVOM (Syndicat Intercommunal à Vocations Multiples), elles ont donc pris l'habitude de travailler ensemble. Il est en effet important de rappeler que l'objectif des communautés de communes est d'associer plusieurs communes en vue de l'élaboration de projets communs de développement et d'aménagement de l'espace en milieu rural.
La communauté de communes a construit un Réseau d'Initiative Public Wi-Fi (Aménagement numérique) qui permet depuis 2007 aux habitants de bénéficier d'offres internet haut débit via le FAI Als@tis.
Le 1er janvier 2014, la communauté de communes enregistre l'arrivée des communes issue de la dissolution de la communauté de communes Lot-Célé (Cras, Lauzès, Lentillac-du-Causse, Nadillac, Orniac, Sabadel-Lauzès, Saint-Cernin, Saint-Martin-de-Vers).
Le 1er janvier 2016, les communes de Beaumat, Fontanes-du-Causse, Labastide-Murat, Saint-Sauveur-la-Vallée et Vaillac fusionnent pour constituer Cœur de Causse et celles de Saint-Cernin et Saint-Martin-de-Vers pour constituer Les Pechs du Vers.

## Territoire communautaire

### Composition
La communauté de communes est composée des 17 communes suivantes :

| Nom                    | Code Insee | Gentilé        | Superficie (km2) | Population (dernière pop. légale) | Densité (hab./km2) |
| ---------------------- | ---------- | -------------- | ---------------- | --------------------------------- | ------------------ |
| Cœur de Causse (siège) | 46138      |                | 70,76            | 890 (2022)                        | 13                 |
| Blars                  | 46031      | Blarsiens      | 25,68            | 135 (2022)                        | 5,3                |
| Caniac-du-Causse       | 46054      | Caniacois      | 35               | 379 (2022)                        | 11                 |
| Cras                   | 46079      | Crasois        | 10,22            | 99 (2022)                         | 9,7                |
| Frayssinet             | 46113      | Frayssinois    | 16,83            | 312 (2022)                        | 19                 |
| Ginouillac             | 46121      | Ginouillacois  | 9,42             | 141 (2022)                        | 15                 |
| Lauzès                 | 46162      | Lauzesois      | 6,39             | 205 (2022)                        | 32                 |
| Lentillac-du-Causse    | 46167      |                | 13,68            | 108 (2022)                        | 7,9                |
| Lunegarde              | 46181      | Lunegardais    | 10,43            | 94 (2022)                         | 9                  |
| Montfaucon             | 46204      | Montfauconnais | 26,18            | 588 (2022)                        | 22                 |
| Nadillac               | 46210      | Nadillacois    | 7,35             | 73 (2022)                         | 9,9                |
| Orniac                 | 46212      | Orniacois      | 16,79            | 72 (2022)                         | 4,3                |
| Les Pechs du Vers      | 46252      |                | 26,21            | 306 (2022)                        | 12                 |
| Sabadel-Lauzès         | 46245      | Sabadellois    | 8,79             | 91 (2022)                         | 10                 |
| Sénaillac-Lauzès       | 46303      | Sénaillacois   | 25,78            | 145 (2022)                        | 5,6                |
| Séniergues             | 46304      | Senierguois    | 18,17            | 144 (2022)                        | 7,9                |
| Soulomès               | 46310      | Soulomessois   | 7,67             | 133 (2022)                        | 17                 |

### Démographie
| 1968  | 1975  | 1982  | 1990  | 1999  | 2010  | 2015  | 2021  |
| ----- | ----- | ----- | ----- | ----- | ----- | ----- | ----- |
| 3 687 | 3 582 | 3 654 | 3 374 | 3 469 | 3 847 | 3 831 | 3 918 |

## Administration

### Siège
Le siège de la communauté de communes est situé à Cœur de Causse.

### Les élus
Le conseil communautaire de la communauté de communes se compose de 30 conseillers, représentant chacune des communes membres et élus pour une durée de six ans.
Ils sont répartis comme suit :
| Nombre de conseillers | Communes                      |
| --------------------- | ----------------------------- |
| 7                     | Cœur de Causse                |
| 4                     | Montfaucon                    |
| 3                     | Caniac-du-Causse              |
| 2                     | Frayssinet, Les Pechs du Vers |
| 1 (+1 suppléant)      | les 12 autres communes        |

### Présidence
| Période                                  | Période               | Identité             | Étiquette | Qualité                                                                      |
| ---------------------------------------- | --------------------- | -------------------- | --------- | ---------------------------------------------------------------------------- |
| Les données manquantes sont à compléter. |                       |                      |           |                                                                              |
| avant 2008                               | avril 2014            | Jean-Pierre Sabrazat | DVG       | Maire de Caniac-du-Causse (1977 → )                                          |
| avril 2014                               | 5 janvier 2018        | Aurélien Pradié      | LR        | Maire de Labastide-Murat (2014 → 2015), puis de Cœur de Causse (2016 → 2018) |
| 13 janvier 2018                          | juillet 2020          | Chantal Mejecaze     | SE        | Maire de Cœur de Causse (2018 → 2020)                                        |
| juillet 2020                             | juin 2023 (démission) | Thierry Cassan       |           | 2e adjoint au maire de Cœur de Causse (2020 → )                              |
| juin 2023                                | En cours              | Sophie Sarfati       | RE        | Maire de Nadillac (2020 → )                                                  |

### Régime fiscal et budget
Le régime fiscal de la communauté de communes est la fiscalité additionnelle sans fiscalité professionnelle de zone et sans fiscalité professionnelle sur les éoliennes (FA).